# John Koech
Pour les articles homonymes, voir Kibet (homonymie) et Koech.
John Kibet Koech (né le 23 août 1995) est un athlète kényan naturalisé bahreïnien, spécialiste du 3 000 m steeple.

## Carrière
Son meilleur temps est de 8 min 9 s 62 obtenu à Doha lors d'une épreuve de la Diamond League, le 6 mai 2016.

## Palmarès
| Date | Compétition            | Lieu     | Résultat | Épreuve     | Temps         |
| ---- | ---------------------- | -------- | -------- | ----------- | ------------- |
| 2015 | Championnats panarabes | Manama   | 4e       | 3 000 m st. | 8 min 31 s 35 |
| 2015 | Championnats d'Asie    | Wuhan    | 1er      | 3 000 m st. | 8 min 27 s 03 |
| 2018 | Jeux asiatiques        | Jakarta  | 4e       | 3 000 m st. | 8 min 32 s 72 |
| 2019 | Championnats panarabes | Le Caire | 1er      | 3 000 m st. | 8 min 30 s 75 |
| 2019 | Championnats d'Asie    | Doha     | 1er      | 3 000 m st. | 8 min 25 s 87 |

## Records
| Épreuve         | Temps        | Lieu | Date       |
| --------------- | ------------ | ---- | ---------- |
| 3 000 m steeple | 8 min 9 s 62 | Doha | 6 mai 2016 |